# جيمس مور
جيمس مور (بالإنجليزية: James Moore)‏ (11 مايو 1889 في المملكة المتحدة - 1 يناير 1972) هو لاعب كرة قدم بريطاني (وحمل سابقاً جنسية المملكة المتحدة لبريطانيا العظمى وأيرلندا) في مركز الهجوم. شارك مع منتخب إنجلترا لكرة القدم. أما مع النوادي، فقد لعب مع ديربي كاونتي ونادي مانسفيلد تاون وGlossop North End A.F.C. ‏ ونادي ووستر سيتي ونادي تشيسترفيلد.

## وصلات خارجية
- جيمس مور على موقع قاعدة بيانات كرة القدم.إي يو (الإنجليزية)
- جيمس مور على موقع ناشيونال فوتبول تيمز (الإنجليزية)